# Ipomoea triloba
Ipomoea triloba é uma espécie do gênero Ipomoea, conhecida como corda-de-viola no Brasil. É nativa das Américas tropicais e está introduzida em outras regiões quentes do mundo. 
É uma erva anual de crescimento rápido, que produz caules longos e finos com folhas em forma de coração, pecioladas e semelhantes à hera, com tamanho variando entre 2,5 a 6 centímetros de comprimento. Algumas variedades possuem folhas com três lóbulos. Os ramos produzem flores tubulares em forma de sino, cada uma com cerca de dois centímetros de comprimento, com cores bastante variáveis em tons de rosa, vermelho ou lilás, com ou sem listras ou manchas brancas. 
Devido às suas flores vistosas e rápido crescimento, a corda-de-viola é muito empregada no paisagismo como planta ornamental, porém a sua capacidade de formar densas infestações a torna uma erva daninha nociva nos cultivos agrícolas, pois dificulta as colheitas mecanizadas, além de ser hospedeira de nematóides.